# WTA de Washington
O WTA de Washington – ou Mubadala Citi DC Open, atualmente – é um torneio de tênis profissional feminino, de categoria WTA 500.
Realizado em Washington, capital dos Estados Unidos, estreou em 2011. Teve hiato de dois anos, e retornou em 2022. Os jogos são disputados em quadras duras durante o mês de julho e/ou agosto.

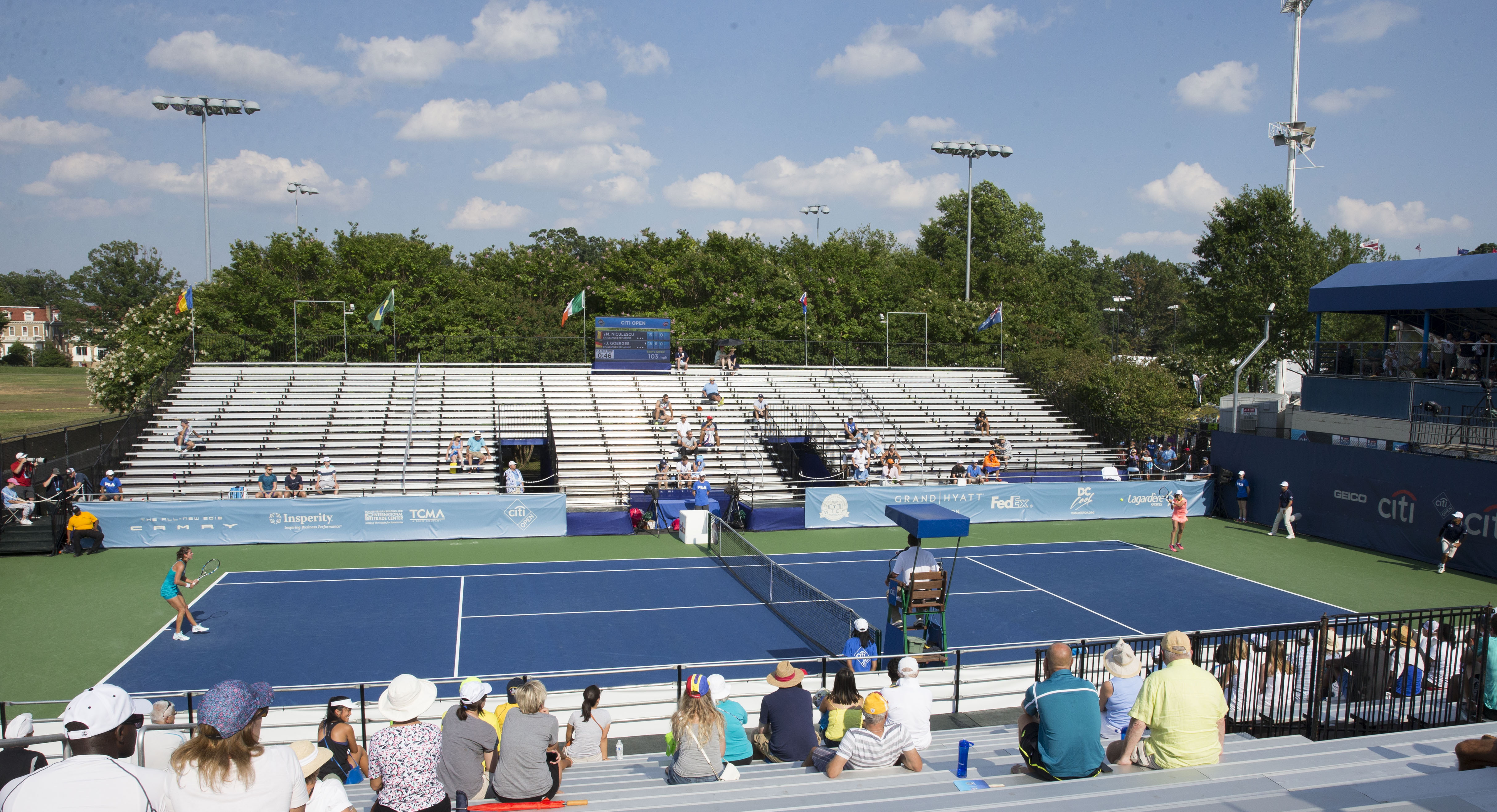
Quadra secundária durante a edição de 2017.

## Finais

### Simples
| Ano                                                         | Campeã               | Vice-campeã              | Resultado      |
| ----------------------------------------------------------- | -------------------- | ------------------------ | -------------- |
| 2025                                                        | Leylah Fernandez     | Anna Kalinskaya          | 6–1, 6–2       |
| 2024                                                        | Paula Badosa         | Marie Bouzková           | 6–1, 4–6, 6–4  |
| 2023                                                        | Coco Gauff           | Maria Sakkari            | 6–2, 6–3       |
| 2022                                                        | Liudmila Samsonova   | Kaia Kanepi              | 4–6, 6–3, 6–3  |
| Torneio não realizado em 2021                               |                      |                          |                |
| Torneio não realizado em 2020 devido à pandemia de COVID-19 |                      |                          |                |
| 2019                                                        | Jessica Pegula       | Camila Giorgi            | 6–2, 6–2       |
| 2018                                                        | Svetlana Kuznetsova  | Donna Vekić              | 4–6, 7–67, 6–2 |
| 2017                                                        | Ekaterina Makarova   | Julia Görges             | 3–6, 7–62, 6–0 |
| 2016                                                        | Yanina Wickmayer     | Lauren Davis             | 6–4, 6–2       |
| 2015                                                        | Sloane Stephens      | Anastasia Pavlyuchenkova | 6–1, 6–2       |
| 2014                                                        | Svetlana Kuznetsova  | Kurumi Nara              | 6–3, 4–6, 6–4  |
| 2013                                                        | Magdaléna Rybáriková | Andrea Petkovic          | 6–4, 7–62      |
| 2012                                                        | Magdaléna Rybáriková | Anastasia Pavlyuchenkova | 6–1, 6–1       |
| 2011                                                        | Nadia Petrova        | Shahar Pe'er             | 7–5, 6–2       |

### Duplas
| Ano                                                         | Campeãs                            | Vice-campeãs                      | Resultado         |
| ----------------------------------------------------------- | ---------------------------------- | --------------------------------- | ----------------- |
| 2025                                                        | Zhang Shuai Taylor Townsend        | Caroline Dolehide Sofia Kenin     | 6–1, 6–1          |
| 2024                                                        | Asia Muhammad Taylor Townsend      | Jiang Xinyu Wu Fang-hsien         | 7–60, 6–3         |
| 2023                                                        | Laura Siegemund Vera Zvonareva     | Alexa Guarachi Monica Niculescu   | 6–4, 6–4          |
| 2022                                                        | Jessica Pegula Erin Routliffe      | Anna Kalinskaya Catherine McNally | 6–3, 5–7, [12–10] |
| Torneio não realizado em 2021                               |                                    |                                   |                   |
| Torneio não realizado em 2020 devido à pandemia de COVID-19 |                                    |                                   |                   |
| 2019                                                        | Cori Gauff Catherine McNally       | Maria Sanchez Fanny Stollár       | 6–2, 6–2          |
| 2018                                                        | Han Xinyun Darija Jurak            | Alexa Guarachi Erin Routliffe     | 6–3, 6–2          |
| 2017                                                        | Shuko Aoyama Renata Voráčová       | Eugenie Bouchard Sloane Stephens  | 6–3, 6–2          |
| 2016                                                        | Monica Niculescu Yanina Wickmayer  | Shuko Aoyama Risa Ozaki           | 6–4, 6–3          |
| 2015                                                        | Belinda Bencic Kristina Mladenovic | Lara Arruabarrena Andreja Klepač  | 7–5, 7–67         |
| 2014                                                        | Shuko Aoyama Gabriela Dabrowski    | Hiroko Kuwata Kurumi Nara         | 6–1, 6–2          |
| 2013                                                        | Shuko Aoyama Vera Dushevina        | Eugenie Bouchard Taylor Townsend  | 6–3, 6–3          |
| 2012                                                        | Shuko Aoyama Chang Kai-chen        | Irina Falconi Chanelle Scheepers  | 7–5, 6–2          |
| 2011                                                        | Sania Mirza Yaroslava Shvedova     | Olga Govortsova Alla Kudryavtseva | 6–3, 6–3          |